# 丰特努瓦城
丰特努瓦城（法語：Fontenois-la-Ville，法語發音：[fɔ̃tnwa la vil]）是法国上索恩省的一个市镇，属于吕尔区。

## 地理
丰特努瓦城（47°55'56"N, 6°9'54"E）面积12.19 平方千米，位于法国勃艮第-弗朗什-孔泰大區上索恩省，该省份为法国东部内陆省份，北起顺时针与孚日省、贝尔福地区省、杜省、汝拉省、科多尔省和上马恩省接壤。
与丰特努瓦城接壤的市镇（或旧市镇、城区）包括：丰特努瓦堡。

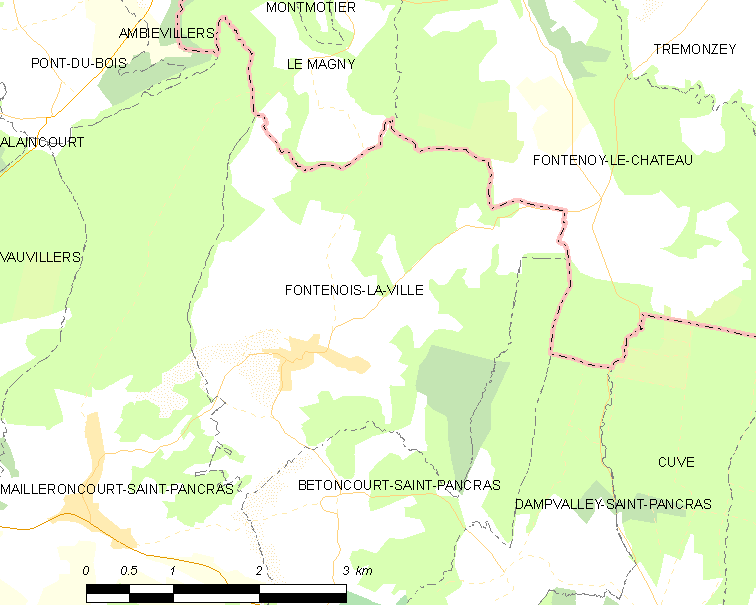
丰特努瓦城的OSM定位图

丰特努瓦城的时区为UTC+01:00、UTC+02:00（夏令时）。

## 行政
丰特努瓦城的邮政编码为70210，INSEE市镇编码为70242。

## 政治
丰特努瓦城所属的省级选区为索恩港县。

## 人口

1962-2008年间丰特努瓦城人口变化图示

丰特努瓦城于2022年1月1日时的人口数量为136人。